# NGC 6793
NGC 6793 је расејано звездано јато у сазвежђу Лисица које се налази на NGC листи објеката дубоког неба.
Деклинација објекта је + 22° 9' 27" а ректасцензија 19h 23m 12,6s. Привидна величина (магнитуда) објекта NGC 6793 износи 12,5. NGC 6793 је још познат и под ознакама OCL 115.